# اله‌نان
اله‌نان (به انگلیسی: Oleanane) یک ترکیب شیمیایی با شناسه پاب‌کم ۹۵۴۸۷۱۷ است. 